# Sofía Dessu
Sofía Dessu (en francés: Sophie Dessus, Suresnes, 24 de septiembre de 1955 — Limoges, 3 de marzo de 2016), fue una agrónoma y política francesa.
Fue miembro del partido Partido Socialista. Incursionó en la política en 1995 como concejal de Uzerche, fue elegida alcalde en 2001 y también se convirtió en líder de la comunidad de municipios Uzerche. Falleció el 3 de marzo de 2016 a los 60 años, de cáncer en Limoges.